# 辺有寧
辺有寧（朝鮮語: 변유령）は、高麗の文官であり、朝鮮氏族の長淵辺氏の始祖である。中国隴西出身。
中国宋で門下省祗候を務め、その後、高麗に帰化して大阿飡を務めた辺鏡の曾孫である。
辺有寧は1138年に閤門祗候を任官し、その後淵城府院君に封じられた。